# Картер, Бенни
Бенни Картер (Benny Carter, полное имя Bennett Lester Carter; 8 августа 1907 — 12 июля 2003) — американский джазмен, один из первых и крупнейших мастеров альт-саксофона. Также известен как трубач-солист, кларнетист, бэнд-лидер, композитор и аранжировщик
.
Уроженец Гарлема, учился играть на трубе у своего соседа Баббера Майли. Получил известность в 1920-е гг. аранжировками мелодий для биг-бенда Флетчера Хендерсона. В начале 1930-х гг. вместе с Джонни Ходжесом ввёл в широкое употребление альт-саксофон. С 1932 года руководил собственным биг-бендом.
В 1935 году уехал работать для «Би-би-си» в Лондон (чем способствовал росту популярности джаза в Великобритании) и провёл в Европе три года. В 1945 году поселился в Лос-Анджелесе и сосредоточился на записи мелодий для Голливуда. Выступления биг-бэнда Бенни Картера запечатлены на киноплёнку в таких классических фильмах, как «Американец в Париже» (1951) и «Снега Килиманджаро» (1952).
В 1960-е гг. Картер сократил количество выступлений и занимался преимущественно аранжировками, а также сочинением собственной музыки. С 1969 года преподавал в Принстонском университете. Вернулся к активной концертной деятельности в середине 1970-х.
Картер продолжал оставаться одним из самых востребованных саксофонистов мира после 80-ти и даже после 90 лет. Начиная с 1986 года восемь раз номинировался на «Грэмми» и дважды выиграл эту премию. В 1987 г. удостоен почётной «Грэмми» за совокупность достижений. В 2000 г. получил Национальную медаль в области искусств.